# تار بايت (فلم 1995)
تار بايت (وتعني ثأر قديم) هو فيلمٌ مصريٌ أُنتج عام 1995.

## قصة الفيلم
أدهم الجبلاوي (حسين الشربيني)، رجل قوي يتحكم في أهل قريته ظلماً. يرغب بالزواج من الأرملة سعدية (منى حسين) بُعيد وفاة زوجها. لكنها ترفضه، فيطردها من القرية مع ابنيها، تاركة بيتها، وقطعة الأرض التي تزرعها.
مع مرور الوقت، تموت سعدية، ويكبر ابناها. رجب (الشحات مبروك)، وهو كبيرهما، يعمل حداداً، وصبح قوياً مفتول العضلات. وأما الثاني، وهو شعبان (محمود البرديسي)، فيتخرج من كلية الزراعة. يرى رجب أن الوقت حان للأخذ بثأر أمه.
يستمر أدهم في ظلمه لأهل القرية. يتخذ من البرنسيسة نعمت (عايدة رياض) خليلة له. وفي نفس الوقت يرتبط بعلاقة مع الراقصة نانا (فلك نور) في القاهرة، وهي تعلم بأنه تاجر للمخدرات.
يقوم أدهم باتهام المزارع بسيوني ظلماً بسرقة جاموسته، ولذلك يُجبره على بيع طاحونته، ومزرعته. يحاول بسيوني الهرب من رجال أدهم، مع مجئ رجب، وشعبان إلى القرية، فيضربان رجال أدهم، ويشتريان المزرعة والطاحونة من بسيوني.
تُعجب نعمت بشجاعة رجب، الذي يتصدى لجميع رجال أدهم الذين حاولوا ضربه. في المقابل تحاول نانا مع صديقها عصمت استدراج أدهم وخداعه، لكن أدهم كان يشك بأمر عصمت. فطلب عصمت من نانا أن تقابل أدهم في القرية، وأن تسجل دون علمه ما يثبت تورطه في تجارة المخدرات. تقدم نانا التسجيل لعصمت الذي يتضح أنه الرائد فتحي السيد من إدارة مكافحة المخدرات.
يقود رجب أهل القرية للثورة على أدهم، ويعرف أدهم في النهاية أنه كان ابن سعدية التي طردها. وفي أثناء ذلك تلقي الشرطة القبض عليه.

## وصلات خارجية
- مقالات تستعمل روابط فنية بلا صلة مع ويكي بيانات
- تار بايت على موقع الدهليز.

## مصدر
1. ↑  محمود قاسم، موسوعة الأفلام العربية، الجزء الأول، نسخة إلكترونية، لندن، الطبعة الأولى، ديسمبر، 2017، ص 265.